# SHeDAISY
SHeDAISY è un trio country di West Valley City, Utah, fondato alla fine degli anni '80 dalle sorelle Kristyn Robyn Osborn (nata il 24 agosto 1970), Kelsi Marie Osborn (nata il 21 novembre 1974) e Kassidy Lorraine Osborn (nata il 30 ottobre 1976), originarie di Magna, Utah. Il nome del gruppo deriva da un termine Navajo che significa "le mie sorelle". Kristyn è quella che compone le canzoni.

## Storia[2]
Le sorelle Osborn hanno iniziato a cantare in tenera età, esibendosi per i parenti nella loro città natale, Magna, Utah, vicino a Salt Lake City.  Kelsi e Kassidy ciminciarono a cantare come duo nelle case di riposo locali. Quando Kristyn si diplomò, il duo si trasformò in trio e tenne diversi concerti nella zona occidentale degli Stati Uniti.
Si trasferirono quindi a Nashville alla ricerca di un contratto discografico, ma la scalata al successo non fu né rapida né facile.
Per mantenersi lavoravano in diversi grandi magazzini e avevano una sola auto, di proprietà comune. Alla fine, dopo molti tentativi e delusioni, riuscirono ad ottenere un contratto con la Lyric Street Records, un'etichetta della Disney Music Group, proprietà della Walt Disney Company, con base a Nashville e specializzata nel country. Così il loro primo album, The Whole SHeBANG, arriva solo nel 1999, quando Kristyn ha già 29 anni e Kassidy, la più giovane, 23 anni. Ma questo non frena il loro successo: il singolo Little Good-Byes, tratto dall'album, è un grande successo e arriva al terzo posto delle classifiche country. L'anno dopo I Will...But, sempre dallo stesso album, arriva addirittura al secondo posto e anche This Woman Needs entra nella Top 10, contribuendo a far guadagnare alle SHeDAISY il disco di platino (un milione di copie vendute, consideriamo che in Italia il disco di platino viene dato per sole 60 000 copie vendute).
Nel 2000 esce un album natalizio, cui fa seguito, un anno dopo, un remix dell'album di esordio. Nell'estate del 2002 esce Knock on the Sky e raggiunge il terzo posto delle classifiche album di country, anche se i singoli non hanno il grande successo precedente.

## Formazione
- Kristyn Robyn Osborn
- Kelsi Marie Osborn
- Kassidy Lorraine Osborn

## Premi
- 1999: CMT Video Awards: Rising Star- Vinto
- 1999: Billboard Music Video Awards: Miglior video di nuovo artista per "Little Good-Byes"- Vinto
- 1999: Grammy Awards: Gruppo country vocale per "Little Good-Byes"- Nomination
- 2000: Academy of Country Music Association: Top nuovo duo o gruppo - Nomination
- 2000: Country Music Association: Horizon Award- Nomination
- 2004: American Music Awards: Miglior duo o gruppo country- Nomination

## Discografia

### Album studio
- 1999: The Whole SHeBANG
- 2002: Knock on the Sky
- 2004: Sweet Right Here
- 2006: Fortuneteller's Melody

| 1999                                                                | The Whole SHeBANG - Data pubblicazione: May 11, 1999 - Etichetta: Lyric Street Records        | 6 | 70 | 1 | 4 | - USA: Platino |
| 2002                                                                | Knock on the Sky - Data pubblicazione: June 25, 2002 - Etichetta: Lyric Street Records        | 3 | 23 | — | * |                |
| 2004                                                                | Sweet Right Here - Data pubblicazione: June 8, 2004 - Etichetta: Lyric Street Records         | 2 | 16 | — | * | - USA: Oro     |
| 2006                                                                | Fortuneteller's Melody - Data pubblicazione: March 14, 2006 - Etichetta: Lyric Street Records | 6 | 22 | — | * |                |
| "—" non entrato in classifica * posizione in classifica sconosciuta |                                                                                               |   |    |   |   |                |

#### Album natalizi
| Anno | Dettagli dell'album                                                                      | Posizione più alta di classifica | Posizione più alta di classifica | Posizione più alta di classifica |
| Anno | Dettagli dell'album                                                                      | US Country                       | US                               | US Holiday                       |
| ---- | ---------------------------------------------------------------------------------------- | -------------------------------- | -------------------------------- | -------------------------------- |
| 2000 | Brand New Year - Data pubblicazione: 26 settembre 2000 - Etichetta: Lyric Street Records | 10                               | 92                               | 11                               |

### Singoli
- 1999: Little Good-Byes
- 2000: I Will...But
- 2000: Lucky 4 You (Tonight I'm Just Me)

### Raccolte
- 2008: The Best of SHeDAISY